# Чери д'Антонио (Беневенто)
Чери д'Антонио је насеље у Италији у округу Беневенто, региону Кампанија.
Према процени из 2011. у насељу је живело 48 становника. Насеље се налази на надморској висини од 393 м.